# Distretto di Kagua-Erave
Il distretto di Kagua-Erave, in inglese Kagua-Erave District, è un distretto della Papua Nuova Guinea appartenente alla Provincia degli Altopiani del Sud. Ha una superficie di 3.497 km² e 56.000 abitanti (stima nel 2000)